# Triband digital mobiltelefon
En triband eller tri-band mobiltelefon er en GSM telefon der kan anvendes med 900 MHz, 1800 MHz og 1900 MHz båndene.   900 MHz og 1800 MHz anvendes i Danmark og er udbredt i hele Europa, mens 1900 MHz især anvendes i USA.
En triband telefon gør det muligt at opnå størst mulig dækning på mobilnetværk under rejser, da den kan skifte mellem de enkelte landes forskellige netværk.  For danske mobilbrugere er en triband telefon f.eks. nyttig ved rejser til USA.
Ordet triband kommer af engelsk triple band, for tre bånd. Desuden betyder tri også tre på græsk.